# Pseudocyrtus
Genre
Pseudocyrtus est un genre de collemboles de la famille des Lepidocyrtidae.

## Liste des espèces
Selon Checklist of the Collembola of the World (version du 25 août 2019) :
- Pseudocyrtus dentatus Prabhoo, 1967
- Pseudocyrtus projectus Salmon, 1956
- Pseudocyrtus salmoni Prabhoo, 1967

## Publication originale
- Salmon, 1956 : Contributions à l'étude de la faune entomologique du Ruanda-Urundi (Mission P. Basilewsky 1953). LXXIX. Collembola. Annales du Musée du Congo Belge Tervuren, sér. 8, vol. 51, p. 9-40.